# Festuca galicicae
Festuca galicicae  (лат.) — вид однодольных растений рода Овсяница (Festuca) семейства Злаки (Poaceae). Впервые описан немецкой учёной-ботаником Ингеборг Маркграф-Данненберг в 1978 году.

## Распространение
Эндемик Северной Македонии, известный только с горы Галичица к югу от города Охрид.

## Ботаническое описание
Гемикриптофит. Многолетнее растение.
Стебель длиной 40—65 см.
Листья нитевидные, голые сверху, заострённые.
Соцветие — одиночная метёлка длиной 6—8 см, несёт продолговатые сжатые колоски с 3—4 цветками.
Плод — обратнояйцевидная зерновка.